# Maja Grykat e Hapëta
Maja Grykat e Hapëta – szczyt w Górach Dynarskich. Leży w północnej Albanii, w okręgu Malësi e Madhe, blisko granicy z Czarnogórą. Należy do pasma Gór Północnoalbańskich. Znajduje się na południowy wschód od Maja e Jezercës. Jest to trzeci co do wysokości szczyt Gór Północnoalbańskich.